# Wendische Straße 32 (Zeitz)

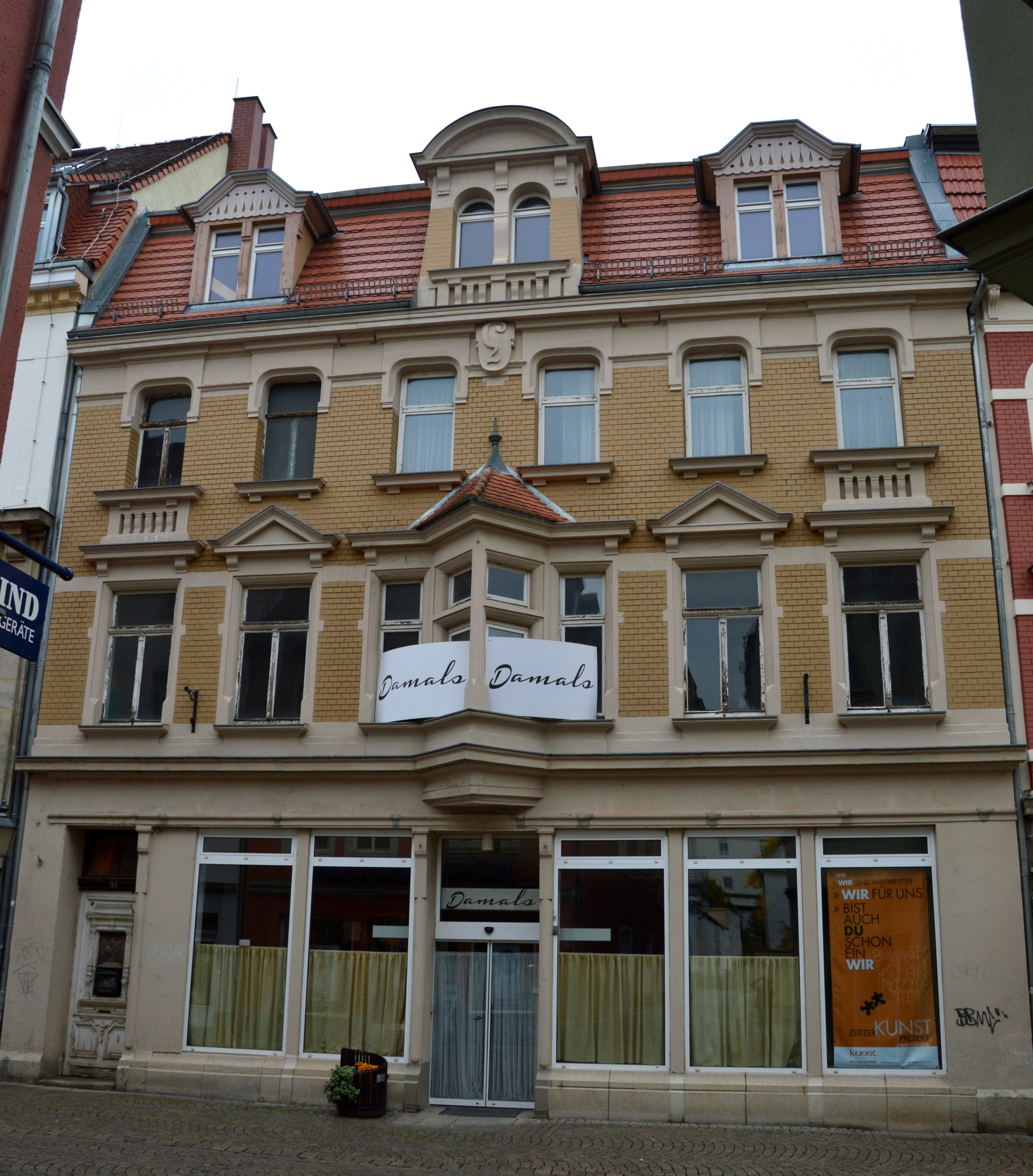
Haus Wendische Straße 32

Das Haus Wendische Straße 32 ist ein denkmalgeschütztes Wohn- und Geschäftshaus in der Stadt Zeitz in Sachsen-Anhalt.

## Lage
Es befindet sich im Stadtzentrum von Zeit auf der Nordseite der Wendischen Straße.

## Architektur und Geschichte
Der dreigeschossige gelbe Backsteinbau entstand in der Zeit um das Jahr 1900. Die sechsachsige Fassade ist mit einer manieristischen Putzgliederung versehen. Die Fassadenmitte wird im ersten Obergeschoss mit einem Dreieckserker betont. Im mittigen Dachbereich befindet sich in Verlängerung des Erkers ein Zwerchhaus, welches von einem Segmentgiebel überspannt wird. An der linken Seite der Fassade ist im Erdgeschoss die originale Hauseingangstür erhalten. Darüber hinaus finden sich auch noch bauzeitliche Fenster mit Eierstab am Kämpfer.
Im Inneren des Hauses sind neben dem Treppenhaus auch Wohnungseingänge und Zimmertüren aus der Bauzeit erhalten. Darüber hinaus finden sich Stuckdeckenleisten mit ornamentalen Verzierungen sowie ein Ofen mit einem einen Jüngling in einer Tracht der Renaissance darstellenden Relief.
Das Gebäude gilt als Dokument für die gründerzeitliche Wohnbebauung der Zeitzer Innenstadt.
Im örtlichen Denkmalverzeichnis ist das Wohn- und Geschäftshaus unter der Erfassungsnummer 094 86662 als Baudenkmal verzeichnet.